# Ein Christus nach dem Leben
Das Bild Ein Christus nach dem Leben, auch Christuskopf genannt, wurde um 1648 von Rembrandt van Rijn gemalt. Es ist 25 Zentimeter hoch und 21,5 Zentimeter breit und auf Eichenholz aufgetragen. Rembrandt stellte Jesus nach dem Vorbild eines jüdischen Modells dar. Damit markiert dieses Gemälde einen Wendepunkt in Rembrandts Sicht auf das Judentum und die Juden. Es befindet sich heute in der Berliner Gemäldegalerie.

## Bildbeschreibung
Das Bild zeigt ein jüdisches Modell, das den Sohn Gottes darstellt, in Dreiviertelansicht. Der Kopf ist leicht geneigt und nach links gewandt und vermittelt zusammen mit dem vom Betrachter abgewandten Blick Andacht und Gedankenverlorenheit. Die Farbe ist in den dunklen Flächen des Gemäldes dünn aufgetragen, in den hellen Gesichtspartien ist ihr Auftrag stattdessen pastos. Dies fördert den Eindruck der Unmittelbarkeit des Dargestellten, was die Funktion des Bildes als Studie unterstreicht. Doch trotz der Arbeit am Modell weist das Bild mit den dunklen, langen Haaren, dem besonnenen Blick und den regelmäßigen Gesichtszügen immer noch Bestandteile des traditionell verbreiteten Christusbildes auf.
Der Malgrund ist eine Tafel aus Eichenholz. Sie stammt vom selben Stamm wie die des Selbstporträts Rembrandts im Museum der bildenden Künste in Leipzig, was dendrochronologische Untersuchungen ergaben. Demnach kann das Bild frühestens 1645 und spätestens 1648 entstanden sein.

## Hintergrund
Ende der 1640er und zu Beginn der 1650er Jahre studierte Rembrandt erstmals die Physiognomie von jüdischen Modellen. Die jüdische Bevölkerung Amsterdams war infolge der Verbannung von der iberischen Halbinsel nach der Niederlage der in religiösen Fragen toleranten Mauren gewachsen. Die Juden mussten keine Erkennungszeichen tragen und wurden nur wenigen Einschränkungen unterworfen. Sie integrierten sich in die Wirtschaft und trugen niederländische Kleidung. Nur die spanische oder portugiesische Sprache war ein für sie typisches Erkennungsmerkmal. Rembrandt verwendete bis dahin den Juden zugeordnete körperliche Merkmale nur bei Darstellungen in negativen Zusammenhängen und verstärkte diese traditionell dargestellten Gesichtszüge noch. So wandte er sie beispielsweise bei der Darstellung der Hohenpriester an, denen die Verantwortung für den Tod Jesu zugeschrieben wurde. Mit der zunehmenden Kenntnis der Juden seiner Nachbarschaft änderte sich die Beziehung Rembrandts zu ihnen, so dass er nun auch Christus nach einem jüdischen Modell malte. Dieses Studium am Modell schlug sich auch in späteren Historiengemälden und Stichen nieder, als Rembrandt die Gesichtszüge der Anhänger Jesu ebenfalls realistischer gestaltete.
Rembrandt fertigte mehrere Studien zu Jesusporträts an. So lassen sich für das Jahr 1656 zwei ihm zugeschriebene Jesusköpfe in seinem Besitz nachweisen. Das Berliner Bild weist zudem in der Pinselführung und Größe große Ähnlichkeiten mit dem ebenfalls um 1648 entstandenen Gemälde Bildnisstudie eines jungen Juden auf, das sich ebenfalls im Besitz der Gemäldegalerie befindet. Die Eigenhändigkeit des Werkes ist anerkannt. Jedoch wurde sie zeitweise zum Beispiel von Jan Kelch, der Direktor der Gemäldegalerie war, in Zweifel gezogen. Nach weiterer Forschungsarbeit ist er aber davon überzeugt worden, dass es sich um ein von Rembrandt selbst angefertigtes Gemälde handelt.

## Provenienz
1907 gelangte das Gemälde aufgrund einer Schenkung in die Gemäldegalerie der Staatlichen Museen zu Berlin. Im Zweiten Weltkrieg wurde das Gemälde Ein Christus nach dem Leben mit den anderen Werken Rembrandts der Gemäldegalerie in das thüringische Salzbergwerk Kaiserroda in Sicherheit gebracht. Dort wurde es bei Kriegsende von amerikanischen Soldaten entdeckt und in der Folge in die Vereinigten Staaten verbracht. Dort tourte es mit der Ausstellung der 202 durch verschiedene Städte der USA, bis es in den Collecting Point in Wiesbaden zurückgebracht wurde. 1955 wurde es von dort nach Berlin-Dahlem zurückgegeben. Seit 1998 wird das Bild in der neuen Gemäldegalerie am Kulturforum gezeigt.